# Ǩ
A Ǩ (K hacsekkel) a láz és a kolta számi nyelvben használt betű, ahol a [kʼ] illetve a [c͡ç] hangot reprezentálja. A Unicode rendszeren belül a karakterek kódjai: U+01E8 a ("Ǩ") nagybetűnek illetve a U+01E9 ("ǩ") a kisbetűnek.

## Lásd még
- Hacsek (jel)